# Katedra św. Jana Apostoła w Kasamie

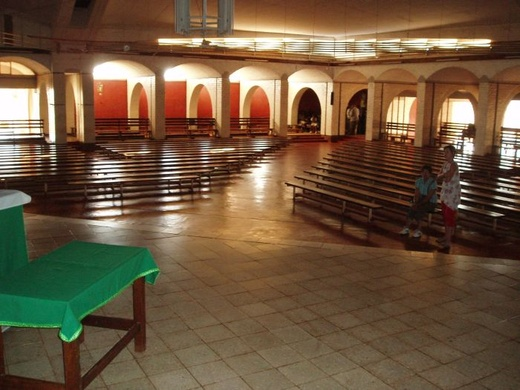
Wnętrze katedry

Katedra św. Jana Apostoła w Kasamie – współczesna katedra katolicka w Kasamie, Zambia w archidiecezji Kasama.

## Architektura
Architektura katedry łączy tradycyjne formy miejscowej architektury z tradycyjną formą kościoła.

## Historia
Katedra została zaprojektowana przez  Juliana Elliotta.